# Museer i Sverige
Dette er en liste over museer i Sverige efter län.

## Efter län

### Blekinge
- Marinmuseum
- Ropewalk (Karlskrona)

### Dalarna
- Falun og Kopparbergslagen
- Zornsamlingarna

### Gävleborg
- Sveriges Jernbanemuseum i Gävle

### Gotland
- Gotlands Museum

### Halland
- Bexellska stugan
- Ekomuseum nedre Ätradalen
- Göran Karlsson's Motor Museum
- Hallands kulturhistoriska museum
- Najaden (1897)
- Mjellby Konstmuseum
- Tjolöholms slott

### Jämtland
- Jamtli
- Optand Teknikland

### Jönköping
- Tändsticksmuseet
- Gladiators – Helte fra Colosseum
- Jönköpings läns museum
- Husqvarna Fabriksmuseum

### Kalmar
- Borgholm Slot
- Döderhultarn Museum
- Eketorp
- Kalmar Slot
- Glasriget

### Kronoberg
- IKEA Museum
- Kingdom of Crystal
- Svenska Emigrantinstitutet

### Norrbotten
- Gammelstad kirkeby
- Norrbottens Museum
- Piteå Wall of Fame
- Teknikens Hus

### Skåne
- Galerie St. Petri
- Glimmingehus
- Kulturen
- Landskrona slot
- Malmö Konsthall
- Malmö Museum
- Malmö Slot
- Museum of Failure
- Skissernas Museum
- Rooseum
- Sofiero Slot
- Sövdeborg Slot
- Svaneholm Slot
- Teknik på farfars tid
- Wanås Slot

### Södermanland
- Femörefortet
- Gripsholm Slot
- Östra Södermanlands Järnväg
- Sörmland Museum
- Tullgarn Slot

### Uppsala
- Bror Hjorths Hus
- Geijersgården
- Gustavianum
- Evolutionsmuseet
- Upplandsmuseet
- Uppsala Slot
- Uppsala universitets myntkabinett
- Upsala-Lenna Jernväg

### Värmland
- Mårbacka
- Ransäters bruksherrgård

### Västerbotten
- Bildmuseet

### Västernorrland
- Gene fornby

### Västmanland
- Engelsberg
- Engelsberg-Norberg Järnväg
- Strömsholm Slot
- Tidö Slot

### Västra Götaland
- Göteborgs konstmuseum
- Bohus fæstning
- Göteborg stadsmuseum
- Ekomuseum nedre Ätradalen
- Fladen
- Göteborgs Konsthall
- Gunnebo Slot
- Karlsborg fæstning
- Läckö slot
- Nordiska akvarellmuseet
- Röhsska Museum
- Skansen Kronan
- HMS Småland (J19)
- HMS Sölve
- Textilmuseet i Borås
- Torpa stenhus
- Universeum
- Barken Viking
- Volvo Museum
- Världskulturmuseet

### Örebro
- Cookbook museum

### Östergötland
- Charlottenborg Slot
- Ekenäs Slot
- Löfstad Slot
- Motala långvåg
- Motala Motor Museum
- Övralid
- Flygvapenmuseum
- Vadstena Slot
- Arbetets museum